# História dos judeus na Romênia

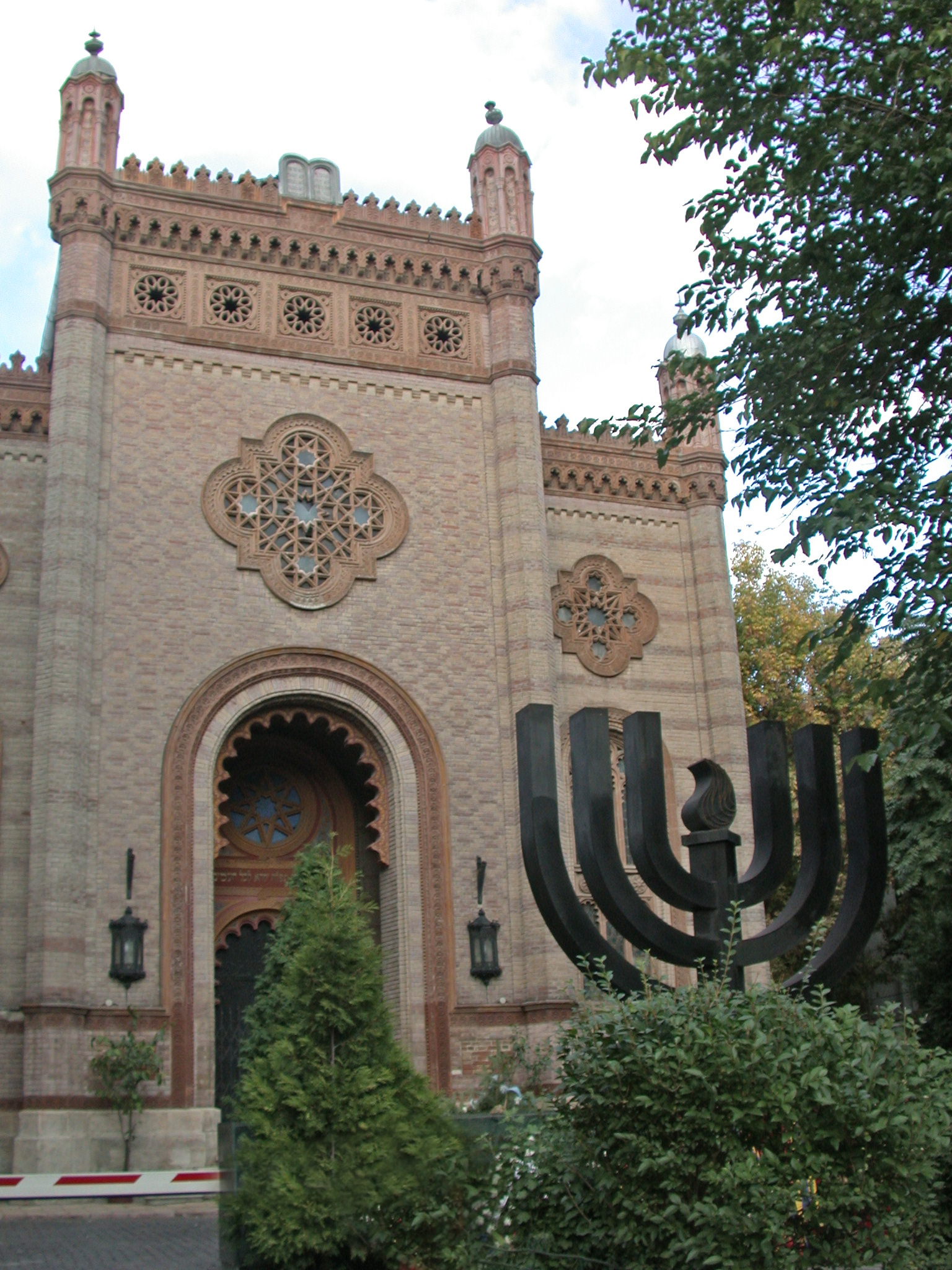
Sinagoga de Bucareste

A história dos judeus na Romênia diz respeito aos judeus da Romênia e de origem romena, desde sua primeira menção registrada no território que forma atualmente o país.
De tamanho extremamente reduzido até o século XVIII, o tamanho da população judaica na Romênia cresceu após 1850, especialmente após o estabelecimento da Grande Romênia, logo depois da Primeira Guerra Mundial. Uma comunidade diversificada, embora predominantemente urbana, os judeus foram alvo frequente de perseguições religiosas e racismo na sociedade romena - do debate ocorrido no fim do século XIX a respeito da "Questão Judaica", e o direito à cidadania dos residentes judeus, até o genocídio executado pela Romênia como parte do Holocausto. Estes motivos, aliados à sucessivas ondas de aliyah (emigração para Israel), são responsáveis pelo declínio dramático no tamanho total da atual comunidade judaica da Romênia.

## História inicial
Comunidades judaicas naquele que viria a ser o território romeno foram registradas desde pelo menos o século II, na época em que o Império Romano havia estabelecido seu domínio sobre a Dácia. Inscrições e moedas mencionando os praticantes da religião foram encontradas em lugares como Sarmizegetusa e Orşova.
A existência dos caraítas da Crimeia, um grupo étnico que aderiu ao judaísmo caraíta, aparentemente com origens cumanas, sugere uma presença judaica constante em torno do mar Negro, incluindo em diversas partes da atual Romênia, nos portos e entrepostos comerciais nas fozes dos rios Danúbio e Dniester (ver Cumânia); também podem ter estado presentes nas feiras moldavas do século XVI, ou até mesmo antes. O primeiro registro da presença judaica (provavelmente sefardita) no território que viria a ser a Moldávia ocorreu em Cetatea Albă (1330); na Valáquia foram mencionados pela primeira vez na década de 1550, vivendo em Bucareste. Durante a segunda metade do século XIV o futuro território da Romênia tornou-se um importante local de refúgio para os judeus expulsos do Reino da Hungria e da Polônia pelo rei Luís I. Na Transilvânia, judeus húngaros foram registrados nas cidadelas saxônicas por volta de 1492.
O príncipe Romano I (1391-1394?) dispensou os judeus do serviço militar, em troca de um taxa de três löwenthaler por pessoa. Ainda na Moldávia, Estevão, o Grande (1457-1504) tratou os judeus com grande consideração. Isaac ben Benjamin Shor de Iaşi (Isaque Bei, originalmente a serviço de Uzum Haçane) foi nomeado stolnic, 
e posteriormente promovido ao cargo de logóteta; continuou a ocupar este cargo durante o reinado de Bodano, o Cego (1504-1517), filho e sucessor de Estevão.
Nesta época os dois Principados Danúbios passaram para a suserania do Império Otomano, e diversos sefarditas que viviam em Istambul migraram para a Valáquia, enquanto judeus da Polônia e do Sacro Império Romano-Germânico se estabeleceram na Moldávia. Embora muitos tenham tido um papel importante no governo otomano, e formado uma parte considerável da importante comunidade de credores e comerciantes estrangeiros, os judeus eram perseguidos pelos hospodars dos dois principados. O príncipe Ştefăniţă (1522) da Moldávia privou os mercadores judeus de quase todos os direitos que lhes haviam sido concedidos pelos seus antecessores; Petru Rareş apropriou-se da riqueza dos judeus em 1541, alegando que os judeus envolvidos com o comércio de gado haviam praticado evasão fiscal. Alexandru Lăpuşneanu (primeiro reinado: 1552-61) perseguiu a comunidade, juntamente com outras categorias sociais, até ser destronado por Jacó Heráclides, um luterano grego, que mostrou-se leniente com seus súditos judaicos; Lăpuşneanu não retomou suas perseguições após retornar ao trono em 1564.
O papel dos judeus otomanos e locais no financiamento dos diversos príncipes aumentou à medida que as exigências econômicas otomanas aumentaram após 1550 (na década de 1570, o Duque do Arquipélago José Nasi, influente judeu, apoiou tanto Heráclide quanto Lăpuşneanu para o trono); diversos incidentes violentos durante o período foram instigados por príncipes incapazes de pagar suas dívidas.
Durante o primeiro reinado de Pedro, o Manco (1574-1579), os judeus da Moldávia, em sua maioria comerciantes da Polônia que competiam com os locais, foram taxados e eventualmente expulsos do país. Em 1582, conseguiu voltar ao poder com a ajuda do médico judeu Benveniste, amigo do influente Solomon Ashkenazi, que utilizou de sua influência política em favor de outros judeus.